# 林極限
林極限是在給定的質量被壓縮成恆星時的半徑最大值。當一顆恆星達到完全的流體靜力平衡時—情況是向內的重力和電漿體向外的壓力是相配的，這時恆星的大小不會超過林極限所定義的半徑。這在恆星的演化上有著重要的涵義，不僅是收縮階段的公式化，還有稍後經由核融合消耗掉絕大部分供應的氫。
赫羅圖顯示的是恆星的表面溫度對應於光度的關係。在圖中，林極限大約形成在3,500K的垂線位置。低溫的恆星完全都是對流層，而恆星模型對在極限右邊的恆星，因為始終在對流中而無法提供恆星平衡的解答（對表面溫度更低的恆星），因此，只有所有的期間都在極限左邊的恆星能達到流體靜力平衡，而在極限右邊的區域就形成了"禁制帶"。但是，在林極限還是有例外，這些包括塌縮的原恆星，因為磁場干擾了恆星內部對流層能量的傳輸。
紅巨星是核心進行氦融合反應而使外面的氣殼層膨脹的恆星，這會使恆星在赫羅圖上向上和向右移動。但是，由於林極限的抑制，它們的膨脹有一定的半徑限制。
林極限的名稱取自於日本天文物理學家林忠四郎（Chushiro Hayashi）。